# Liste der Mitglieder des Provinziallandtags der Rheinprovinz (1. Sitzungsperiode)
Diese Liste nennt die Mitglieder des 1. Provinziallandtages der Rheinprovinz 1826.

## Hintergrund
Der Provinziallandtag der Rheinprovinz bestand aus 75 Mitglieder, die sich in vier Kurien aufteilten. Die erste Kurie bestand aus vier Standesherren, die über Virilstimmen verfügten. Die Standesherren konnten sich vertreten lassen. Die zweite Kurie bestand aus den Vertretern der Ritterschaft, diese wurden in zwei Wahlkreisen (Regierungsbezirke Koblenz/Trier/Köln und Regierungsbezirke Aachen/Düsseldorf) gewählt. Die dritte Kurie bildeten die Vertreter der Städte. Diese wurden in indirekter Wahl bestimmt. Die vierte Kurie bildeten die Landgemeinden. Diese wählten die Vertreter in doppelt indirekter Wahl: Die Urwähler wählten Wahlmänner, diese dann Bezirkswähler. Wahlkreise waren die Landkreise. Für die Abgeordneten wurden jeweils auch Stellvertreter gewählt.

## Liste der Abgeordneten
| Kurie                                | Wahlkreis | Abgeordneter                                   | Stellvertreter                            | Anmerkung |
| ------------------------------------ | --- | ---------------------------------------------- | ----------------------------------------- | --- |
| Stand der Fürsten, Grafen und Herren | | Fürst Wilhelm zu Solms-Braunfels               |                                           | |
| Stand der Fürsten, Grafen und Herren | | Fürst Ludwig zu Solms-Hohensolms-Lich          | ???                                       | minderjährig |
| Stand der Fürsten, Grafen und Herren | | Fürst Johann August Karl zu Wied               |                                           | |
| Stand der Fürsten, Grafen und Herren | | Edmund Graf von Hatzfeld-Wildenburg            |                                           | |
| Stand der Fürsten, Grafen und Herren | | Fürst Joseph zu Salm-Reifferscheidt-Dyck       |                                           | |
| Ritterschaft                         | Koblenz/Trier/Köln | Graf Edmund von Kesselstadt                    | Freiherr Hugo Zandt von Merl              | Weder von Kesselstadt noch Zandt nahmen am Landtag teil |
| Ritterschaft                         | Koblenz/Trier/Köln | Graf Clemens von Renesse-Breidbach             | Graf Clemens von Boos-Waldeck             | |
| Ritterschaft                         | Koblenz/Trier/Köln | Freiherr Ludwig von Bourscheidt                | Bernhard Franz Joseph von Gerolt          | von Gerolt nahm als Stellvertreter am Landtag teil |
| Ritterschaft                         | Koblenz/Trier/Köln | Graf Eduard Berghe gen. von Trips              | Jacob Lyversberg                          | |
| Ritterschaft                         | Koblenz/Trier/Köln | Freiherr Ferdinand von Bongardt                | Graf Franz Ludwig Beissel von Gymnich     | |
| Ritterschaft                         | Koblenz/Trier/Köln | Freiherr Ludwig Spieß von Büllesheim           | Freiherr Friedrich von Wenghe             | |
| Ritterschaft                         | Koblenz/Trier/Köln | Freiherr Georg von Rolshausen                  | Victor Bürgers                            | |
| Ritterschaft                         | Koblenz/Trier/Köln | Freiherr Gisbert von Bodelschwingh-Plettenberg | Freiherr Cornelius von Geyr-Schweppenburg | |
| Ritterschaft                         | Koblenz/Trier/Köln | Graf Franz von Nesselrode-Ehreshoven           | Freiherr Max von Weichs-Glan              | |
| Ritterschaft                         | Koblenz/Trier/Köln | Graf Wilhelm von Hompesch-Bollheim             | Philipp von Lavalette-St. George          | |
| Ritterschaft                         | Koblenz/Trier/Köln | Freiherr Johann Wilhelm von Mirbach            | Everhard von Groote                       | |
| Ritterschaft                         | Koblenz/Trier/Köln | Graf Max von Wolff-Metternich                  | Freiherr Karl Josef von Mylius            | von Mylius nahm als Stellvertreter am Landtag teil |
| Ritterschaft                         | Aachen/Düsseldorf | Freiherr Alexander von Wylich                  | Freiherr Georg von Hauer                  | |
| Ritterschaft                         | Aachen/Düsseldorf | Graf Franz von Spee                            | Freiherr Alexander von Sonsfeld           | |
| Ritterschaft                         | Aachen/Düsseldorf | Franz Jacob von Herwegh                        | Conrad Isaac von der Leyen                | |
| Ritterschaft                         | Aachen/Düsseldorf | Graf Heinrich Edmund von Schaesberg            | Freiherr Heinrich von der Rhoer           | |
| Ritterschaft                         | Aachen/Düsseldorf | Georg von der Bussche-Ippenburg                | Freiherr Carl von Dalwigkh                | |
| Ritterschaft                         | Aachen/Düsseldorf | Maximilian von Vittinghoff gen. Schell         | Graf Carl Ludwig von Varo                 | |
| Ritterschaft                         | Aachen/Düsseldorf | Graf Maximilian Friedrich von Westerholt       | Graf Johann Ludwig von Hompesch-Rurich    | |
| Ritterschaft                         | Aachen/Düsseldorf | Michael Hermann von Sieger                     | Ludwig von Hymmen                         | von Hymmen nahm als Stellvertreter am Landtag teil |
| Ritterschaft                         | Aachen/Düsseldorf | Wilhelm von Pestel                             | Friedrich Anton von Bertrap               | Freiherr Karl Friedrich von Loë wurde an seiner Stelle Dezember 1826 gewählt und nahm am Landtag teil                                                                                                  |
| Ritterschaft                         | Aachen/Düsseldorf | Freiherr Emmerich Joseph von Raitz von Frentz  | Freiherr Lorenz von Bourscheid            | von Bourscheid nahm als Stellvertreter am Landtag teil |
| Ritterschaft                         | Aachen/Düsseldorf | Wilhelm von Haeften                            | Graf Mathias von Halberg                  | |
| Ritterschaft                         | Aachen/Düsseldorf | Freiherr Carl von Wevelinghofen                | Freiherr Carl von Goltstein               | |
| Ritterschaft                         | Aachen/Düsseldorf | Johann Georg Heinrich von Ammon                | Anton Baaden                              | |
| Städte                               | Düsseldorf | Philipp Schöller                               |                                           | |
| Städte                               | Barmen | Johann Schuchard                               |                                           | |
| Städte                               | Elberfeld | Johann Heinrich Kamp                           |                                           | |
| Städte                               | Krefeld | Peter von Loewenich                            |                                           | |
| Städte                               | Ratingen, Kaiserswerth, Angermund mit Gerresheim, Mettmann, Langenberg mit Hardenberg, Wülfrath, Velbert, Kronenberg, Steele, Hilden   | Wilhelm Coelsmann                              |                                           | |
| Städte                               | Duisburg, Mülheim an der Ruhr, Essen, Kettwig, Werden, Ruhrort, Dinslaken, Emmerich, Rees, Isselburg                                   | Friedrich Vogit                                |                                           | |
| Städte                               | Kleve, Wesel, Goch, Gelder, Rheinberg, Moers, Orsoy, Xanten                                                                            | Wilhelm Anton von der Bosch                    |                                           | |
| Städte                               | Neuss, Grevenbroich, Wevelinghoven, Gladbach, Viersen, Dahlen, Odenkirche, Rheydt, Uerdingen, Kempen, Süchtelen, Dülken, Kaldenkirchen | Johann Peter Bölling                           |                                           | |
| Städte                               | Lennep, Ronsdorf, Lüttringhausen, Radevormwald, Burg, Hückeswagen, Wermelskirchen                                                      | Wilhelm Arnold Johanny                         |                                           | |
| Städte                               | Solingen, Remscheid, Dorp, Gräfrath, Wald, Höhscheid mit Merscheid, Burscheid mit Leichlingen, Opladen mit Neukirchen, Hitdorf         | Peter Daniel Kyllmann                          | Josua Hasenclever                         | Hasenclever nahm als Stellvertreter teil |
| Städte                               | Köln | Bernhard Boisseré                              | Peter Heinrich Merkens                    | Merkens nahm als Stellvertreter teil |
| Städte                               | Köln | Georg Heinrich Koch                            |                                           | |
| Städte                               | Bonn, Münstereifel, Euskirchen, Zülpich, Rheinberg                                                                                     | Martin Windeck                                 |                                           | |
| Städte                               | Deutz, Mülheim am Rhein, Gladbach, Gummersbach, Wipperfürth, Siegburg, Königswinter, Neustadt                                          | Franz Wilhelm Neuhöfer                         |                                           | |
| Städte                               | Aachen | Dr. Johann Peter Josef Monheim                 | Leonard Startz                            | |
| Städte                               | Jülich, Eschweiler, Heinsberg, Erkelenz, Geilenkirchen mit Hünshoven, Linnich                                                          | Johann Dietrich Königs                         | Johannes Lüps                             | |
| Städte                               | Düren, Gemünd, Stolberg, Burtscheid | Peter Pelzer, dann Heinrich Flügel             | Gerhard Hunzinger                         | Während des Landtags erkrankte Pelzer und Flügel nahm an den weiteren Beratungen teil |
| Städte                               | Monschau, Eupen, Malmédy, St. Vith | Louis Doutrelepont                             |                                           | |
| Städte                               | Koblenz | Joseph Haan                                    | Jacob Reiff                               | Reiff nahm als Stellvertreter teil |
| Städte                               | Kreuznach, Kirn, Sobernheim, St. Goar, Boppard, Oberwinter, Bacharach, Stromberg                                                       | Casimir Weinkauf                               |                                           | |
| Städte                               | Stromberg, Trarbach, Zell, Cochem, Mayen, Andernach, Ahrweiler, Sinzig, Remagen, Simmern                                               | Johann Joseph Hein                             | Jakob Raucamp                             | |
| Städte                               | Ehrenbreitstein, Vallendar, Bendorf, Neuwied, Linz, Wetzlar, Braunfels                                                                 | Daniel Schmidt                                 |                                           | |
| Städte                               | Trier | Wilhelm von Haw                                |                                           | |
| Städte                               | Saarlouis, Saarbrücken, St. Johann, Ottweiler, St, Wendel, Baumholder                                                                  | Georg Schmidtborn                              |                                           | |
| Städte                               | Merzig, Prüm, Bitburg, Wittlich, Bernkastel, Saarburg, Neuerburg                                                                       | Wilhelm Cattrein                               |                                           | |
| Landgemeinden                        | Regierungsbezirk Düsseldorf | Friedrich Bracht                               | Franz Joseph Kaulen                       | |
| Landgemeinden                        | Regierungsbezirk Düsseldorf | Joseph Anton von der Straeten                  | Friedrich Benninghoven                    | |
| Landgemeinden                        | Regierungsbezirk Düsseldorf | Wilhelm Ross                                   | Johann Anton Saedt                        | |
| Landgemeinden                        | Regierungsbezirk Düsseldorf | Gisbert Lensing                                | Johann Wilhelm Lindgens                   | |
| Landgemeinden                        | Regierungsbezirk Düsseldorf | Theodor Holtz                                  | Joseph Tenhoff                            | |
| Landgemeinden                        | Regierungsbezirk Düsseldorf | Carl von Reichmeister                          | Winand Kayser                             | |
| Landgemeinden                        | Regierungsbezirk Köln | Carl Brünninghausen                            | Aloys Boecker                             | |
| Landgemeinden                        | Regierungsbezirk Köln | Alexander Court                                | Clemens Fingerhuth                        | |
| Landgemeinden                        | Regierungsbezirk Köln | Joh. Joseph Eichhorn                           | Andreas Borlatti                          | Jacob Daniel von Weise wurde an seiner Stelle gewählt und nahm am Landtag teil |
| Landgemeinden                        | Regierungsbezirk Köln | Johann Georg Rolshoven                         | Reiner Oppen                              | |
| Landgemeinden                        | Regierungsbezirk Aachen | Tilmann Emundts                                | Franz Wilhelm Keutmann                    | |
| Landgemeinden                        | Regierungsbezirk Aachen | Carl Corneli                                   | Joseph Zündorf                            | |
| Landgemeinden                        | Regierungsbezirk Aachen | Wilhelm Steffens                               | Peter Joseph Brühls                       | wegen des Wegfalls der Wählbarkeit von Steffens/Brühls kam es zu einer Ergänzungswahl und Ferdinand Jansen wurde gewählt und nahm am Landtag teil. Als Stellvertreter wurde Gottfried Hofstadt gewählt |
| Landgemeinden                        | Regierungsbezirk Aachen | Johann Joseph Mattonet                         | Joseph Gillard                            | |
| Landgemeinden                        | Regierungsbezirk Koblenz | Joseph Schüller                                | Christian Remmy                           | Jakob Forster nahm als Stellvertreter am Landtag teil |
| Landgemeinden                        | Regierungsbezirk Koblenz | Christian Ludwig Schmidt                       | Johannes Müller                           | |
| Landgemeinden                        | Regierungsbezirk Koblenz | Ernst Ludwig Emmelius                          | Johann Wirtz                              | |
| Landgemeinden                        | Regierungsbezirk Koblenz | Joseph Gerhard Potthoff                        | Jacob Förster                             | |
| Landgemeinden                        | Regierungsbezirk Koblenz | Johann Friedrich von Runkel                    | Engelbert Nicol                           | |
| Landgemeinden                        | Regierungsbezirk Koblenz | Anton von Brewer                               | Joseph Nonn                               | Nonn nahm als Stellvertreter am Landtag teil |
| Landgemeinden                        | Regierungsbezirk Trier | Heinrich Wahlster                              | Christoph Palland                         | |
| Landgemeinden                        | Regierungsbezirk Trier | Franz Anton Kayser                             | Nicolaus Recking                          | wegen des Wegfalls der Wählbarkeit von Kayser kam es zu einer Ergänzungswahl und Joseph Mathias Hayn wurde gewählt. Nicolaus Reinhart nahm als Stellvertreter von Hayn am Landtag teil.                |
| Landgemeinden                        | Regierungsbezirk Trier | Theodor Peuchen                                | Egidius Becker                            | |
| Landgemeinden                        | Regierungsbezirk Trier | Nicolaus Villeroy                              | Nicolaus Reinhart                         | |
| Landgemeinden                        | Regierungsbezirk Trier | Carl Ellinckhuysen                             | Christoph Gottbill                        | |